# Ibtoihi Hadhari
Ibtoihi Hadhari, né le 3 octobre 2003, est un footballeur international comorien évoluant au poste d'ailier pour l'équipe réserve de l'Olympique de Marseille ainsi qu'avec la sélection des Comores. Il a aussi la nationalité française.

## Biographie

### Carrière en club
Ibtoihi Hadhari évolue au FC Istres jusqu'en 2020 où il rejoint l'équipe réserve de l'Olympique de Marseille.

### Carrière internationale
Ibtoihi Hadhari joue le Championnat arabe de football des moins de 20 ans 2021 jouant les trois matchs de poule des Comores ainsi que le quart de finale perdu contre la Tunisie. ; il marque un but dans cette compétition, contre la Libye en phase de poules.
Ibtoihi Hadhari est appelé pour la première fois en sélection nationale comorienne pour un tournoi amical organisé aux Comores en septembre 2021. Il honore sa première sélection le 1er septembre 2021 contre les Seychelles, les Comoriens s'imposant sur le score de 7 buts à 1.